# بطولة الأمم الست للسيدات 2006
بطولة الأمم الست للسيدات 2006 (بالفرنسية: Tournoi des Six Nations féminin 2006)‏ هو الموسم 11 من  بطولة الأمم الست للسيدات. أقيم خلال الفترة 4 فبراير 2006 وحتى 17 مارس 2006، وفاز فيه منتخب إنجلترا الوطني لاتحاد الرغبي للسيدات.